# Bit per segon
Bit per segon o bps (que és diferent a Bps - bytes per segon-), en una transmissió de dades, és el nombre d'impulsos elementals (1 o 0) tramesos a cada segon.
Els bits per segon com a unitat de l'SI (Sistema internacional) són emprats per expressar la velocitat de transmissió de dades o bit rate.
Cal tenir en compte que una velocitat de transmissió expressada en bits per segon dividida per 8, equival a bytes per segon, atès que un byte són 8 bits.